# Green Lakes State Park

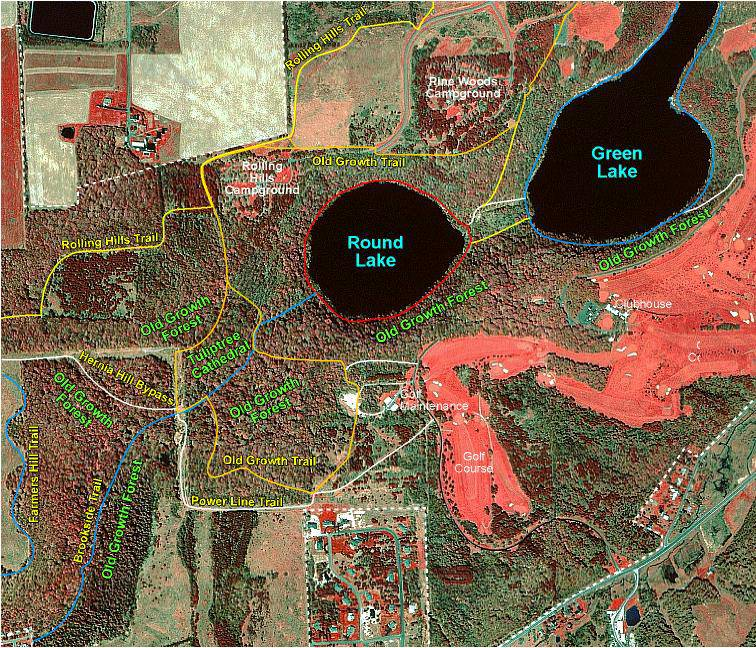
Falschfarben-Satellitenbild des zentralen Gebietes von Green Lakes State Park. Zu sehen sind die beiden Seen, die wichtigsten Bestände von Urwäldern und die Wege, die durch den Park führen.

Green Lakes State Park ist ein State Park im US-Bundesstaat New York östlich von Syracuse im Gebiet der Gemeinde Town of Manlius. Der Park ist besonders malerisch und verfügt außerdem über einen „masterpiece“-Golfplatz, der von Robert Trent Jones am Beginn seiner Karriere angelegt wurde. Der Green Lake ist wahrscheinlich der best-untersuchte meromiktische See der Welt, — ein See in dem sich die Wasserschichten nicht durchmischen. Außerdem befinden sich im Park die größten Bestände von Primärwald (old growth forest) in Zentral-New York und Round Lake wurde vom United States Department of the Interior zum National Natural Landmark erklärt.
Den Kern des Parks bilden zwei Seen, Green Lake und Round Lake, die sich durch ihre ungewöhnliche blau-grüne Farbe auszeichnen. Diese Seen liegen in der Sohle einer Schlucht, die sich über eine knappe Meile (1,6 km) erstreckt. Die Seen und die Schlucht sind Überbleibsel der Eiszeit und ein gutes Beispiel für die ungewöhnliche Geologie in diesem Teil des Bundesstaates.

## Geographie
Das Parkgebiet umfasst 1955 acre (7,91 km²); jährlich kommen ca. 800.000 Besucher. Fast die Hälfte des Parkgebiets ist bestanden mit Primärwald und es gibt beeindruckende Exemplare von Tulpenbaum (Liriodendron tulipifera, tuliptree), Zucker-Ahorn (Acer saccharum, sugar maple), Amerikanische Buche (Fagus grandifolia, beech), Amerikanische Linde (Tilia americana, basswood), Hemlocktannen (Tsuga) und Abendländischer Lebensbaum (Thuja occidentalis, white cedar). Ein besonders beeindruckender Hain, südwestlich des Round Lake wird als Tuliptree Cathedral bezeichnet.

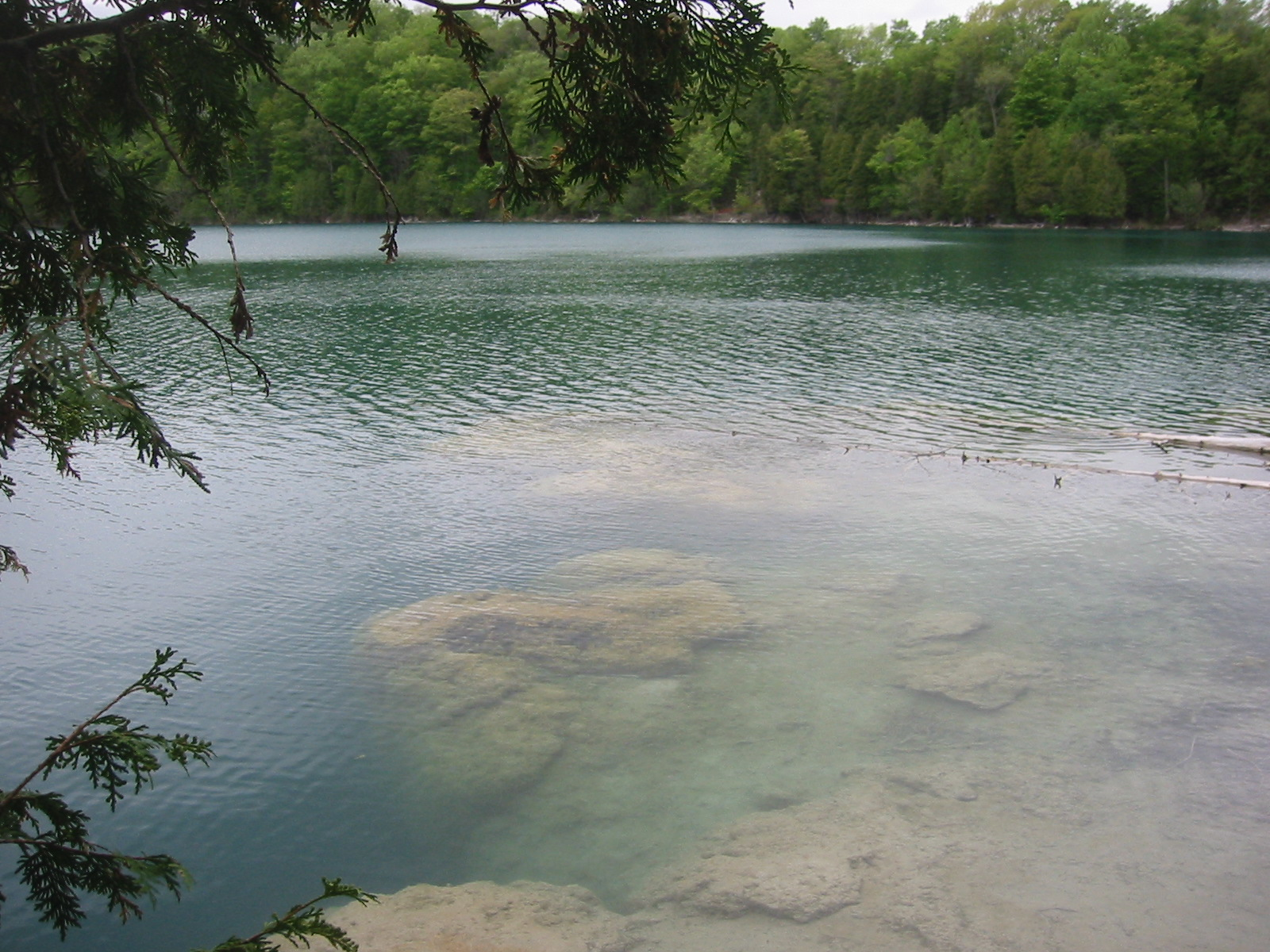
Eines der „Riffe“ bei Deadman's Point; die Ablagerungen entstehen durch die jährlich auftretenden „whiting events“ im Green Lake, wenn Calciumcarbonat ausfällt.

Der Green Lake hat eine Oberfläche von 65 acres (26,3 ha) und eine Tiefe bis 195 feet (59,4 m). Der Round Lake hat eine Oberfläche von 34 acres (13,75 ha) und eine Tiefe bis 170 feet (51,8 m).

### Entstehung von Schlucht und Seen
Die Klippen rund um den Round Lake erheben sich auf 150 ft (45 m) Höhe, aber die Schlucht ist in Wirklichkeit viel Tiefer als das. Der Grund des Round Lake ist über 50 m tief und die Boden-Sedimente sind möglicherweise nochmals 45 m dick. Also muss ein Kanal mit ca. 120 m Tiefe aus dem Grundgestein gefräst worden sein.
Die tiefe Schlucht muss gegen Ende der letzten Eiszeit vor etwa 15.000 Jahren durch einen gigantischen Fluss entstanden sein. Der Fluss bestand aus Schmelzwasser des zurückschreitenden Eispanzers und verlief nach Osten durch diesen Kanal auf seinem Weg ins Meer. Die Niagara-River-Schlucht unterhalb der Niagarafälle ist ein noch existierendes Beispiel dieser Landschaftsformation. Sie ist allerdings nur ca. 100 m tief und damit etwas flacher als die Schlucht von Green Lakes ursprünglich. Weitere ähnliche Schluchten liegen im Clark Reservation, bei Smoky Hollow (1,6 km südlich der Clark Reservation) und bei Pumpkin Hollow (16 km westlich von Clark Reservation). Geologen bezeichnen diese Schluchten und Senken als „the Syracuse channels“.

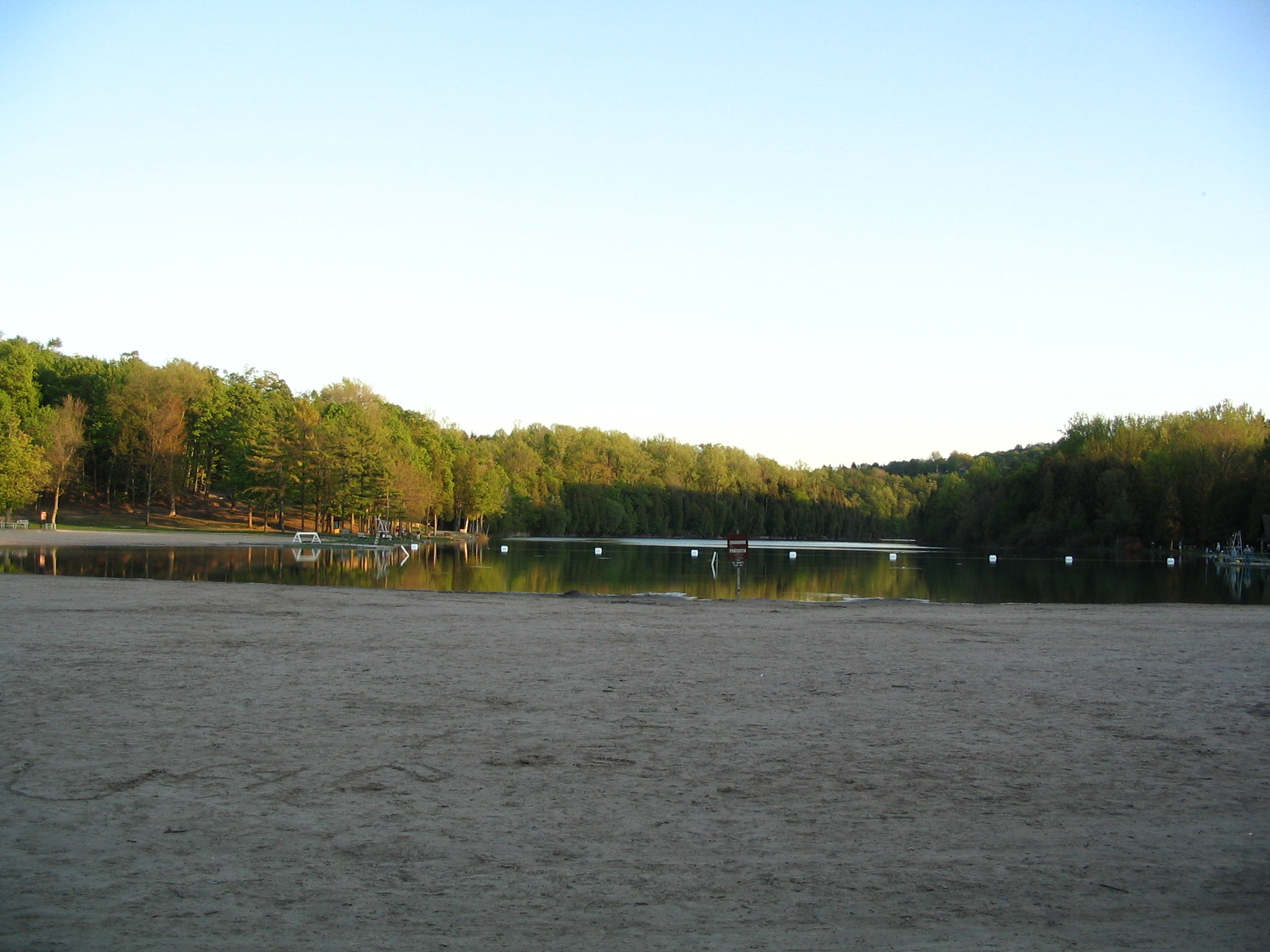
A view from Green Lakes Beach

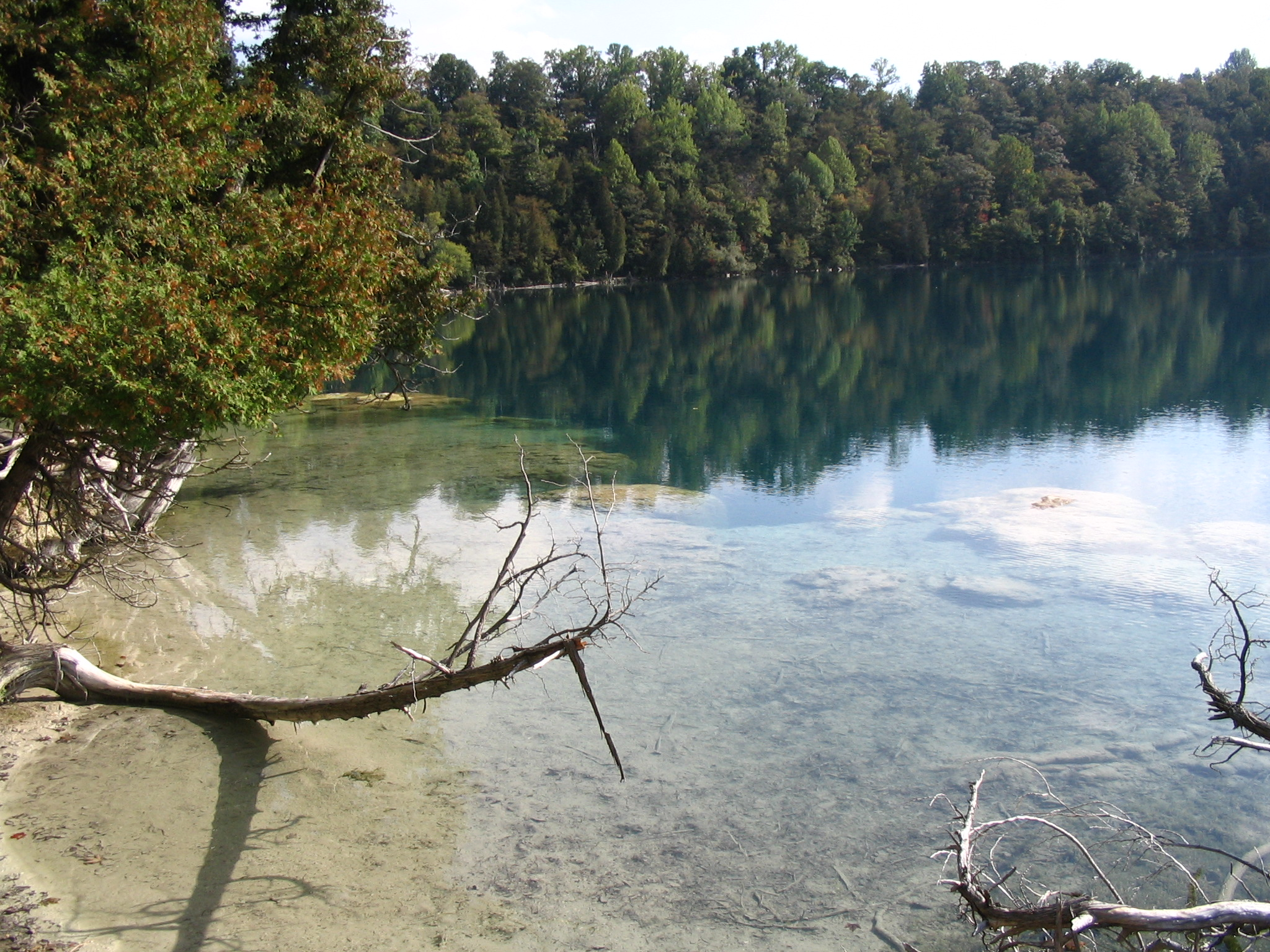
Deadman's Point im Green Lake. Ein "Marl reef", welches durch Bakterien geformt wurde im Vordergrund.

Green Lake und Round Lake sind möglicherweise als „plunge pools“ (Tosbecken) von enormen Wasserfällen im Verlauf der Eiszeit entstanden. Dabei ist jedoch nicht erklärbar, warum zwei getrennte Seen entstanden. Wie man es bei Tosbecken erwartet, sind die Seen ziemlich tief im Verhältnis zur Umgebung. Round Lake ist ca. 60 m tief bei einem Durchmesser von ca. 230 m.

### Farben
Etwa die Hälfte des Wassers, welches den See speist, kommt direkt aus dem Grundgestein in welches die Seen eingebettet sind. Dieses Wasser enthält einen hohen Prozentsatz an gelösten Mineralien, welche im Regenwasser und Oberflächenwasser nicht vorhanden sind. Die hohe Konzentration von Schwefel in den tiefen Wasserschichten wurden schon 1849 erkannt; daneben weist das Seewasser auch eine hohe Konzentration von Kalzium und Magnesium auf. Diese Mineralkonzentration führt jährlich zu „Whiting“-Ereignissen in denen Kalzit-Kristalle und andere Mineralien im Wasser ausgefällt werden. Zu diesen Zeiten des Jahres erscheint die Farbe des Seen smaragdgrün und die Kristalle werden in charakteristischen Schichten abgelagert. Das gut erkennbare „reef“ entlang des Ufers bei Deadman’s Point im Green Lake entstand so im Verlauf von tausenden Jahren. Bei Deadman’s Point gibt es auch einige extrem seltene aquatische Moose und Süßwasserschwämme.

### Klimageschichte
Normalerweise durchmischen sich die Wasserschichten in Seen wenigstens einmal jährlich. Aufgrund der chemischen Zusammensetzung und physikalischen Gegebenheiten unterbleibt dies jedoch bei Green Lake und Round Lake. Im Wasser unter ca. 18 m gibt es eine Schichtung, die sich nicht mit dem Oberflächenwasser mischt und diese Wasserschicht ist fast komplett ohne Sauerstoff, aber dafür reich an Kalzium, Magnesium und Schwefel und am Grund der Seen hat sich eine deutliche jahreszeitliche Schichtung an Sedimenten abgelagert (Warve), die ähnlich gelesen werden kann wie eine Dendrochronologie. Diese Warven werden zur Untersuchung des Klimas im Gebiet von New York über die tausende Jahre herangezogen.

## Camping und Freizeitaktivitäten
Green Lake ist einer der beliebtesten Badestrände in Central New York. An seinem Nordende hat der See einen sandigen Badestrand, Liegewiesen und ein Gebäude mit Umkleidekabinen. Am Strand gibt es ein Bootshaus mit Kanu- und Paddelboot-Verleih im Sommer. Es gibt auch Kurse für Stand Up Paddling, Exkursionen und Yoga-Angebote. Im Park befindet sich auch ein 18-Loch Golfplatz mit Clubhaus, der von Robert Trent Jones gestaltet wurde. Oberhalb des westlichen Cliffs am Green Lake gibt es einen Frisbee-Golfkurs, 137 Campingplätze und acht Holzhütten für Übernachtungsgäste. Über das Parkgelände verteilt finden sich mehrere Picknickplätze.
Außerdem gibt es ein gut ausgebautes Netz an Wanderwegen, unter anderem mit 10 mi (16 km) Cross-country Ski-Loipen. Einige der Wege sind auch für Mountainbiker zugelassen. Gebäude gibt es vor allem am Nordende des Schutzgebietes. Das westliche Ufer des Green Lake trägt keine Bauten und Round Lake ist komplett naturbelassen. Mary Notarthomas hat über dieses Gebiet geschrieben: „Wenn man auf den See-Wegen wandert ist man wie in einer Wiege aufgehoben zwischen den reichen, vibrierenden, beinahe außerirdisch blau-grünen Wassern auf einer Seite und den dicht bewachsenen, steilen Waldhängen auf der anderen.“  Die Wanderwege North Lake Trail und Round Lake Trail bilden zusammen einen Rundweg von 3,25 mi (5,23 km).
Über Radwege im Westen ist der Park auch mit dem Old Erie Canal State Historic Park verbunden, der am Nordende des Green Lakes State Park anschließt. Der Erie Canal (1918 stillgelegt) ist noch immer in diesem State Historic Park erkennbar und der alte Towpath (Treidelweg) ist heute ein Wander- und Radwanderweg. Dieser Park erstreckt sich über 36 mi (57,93 km) bis zum Erie Canal Village bei Rome.

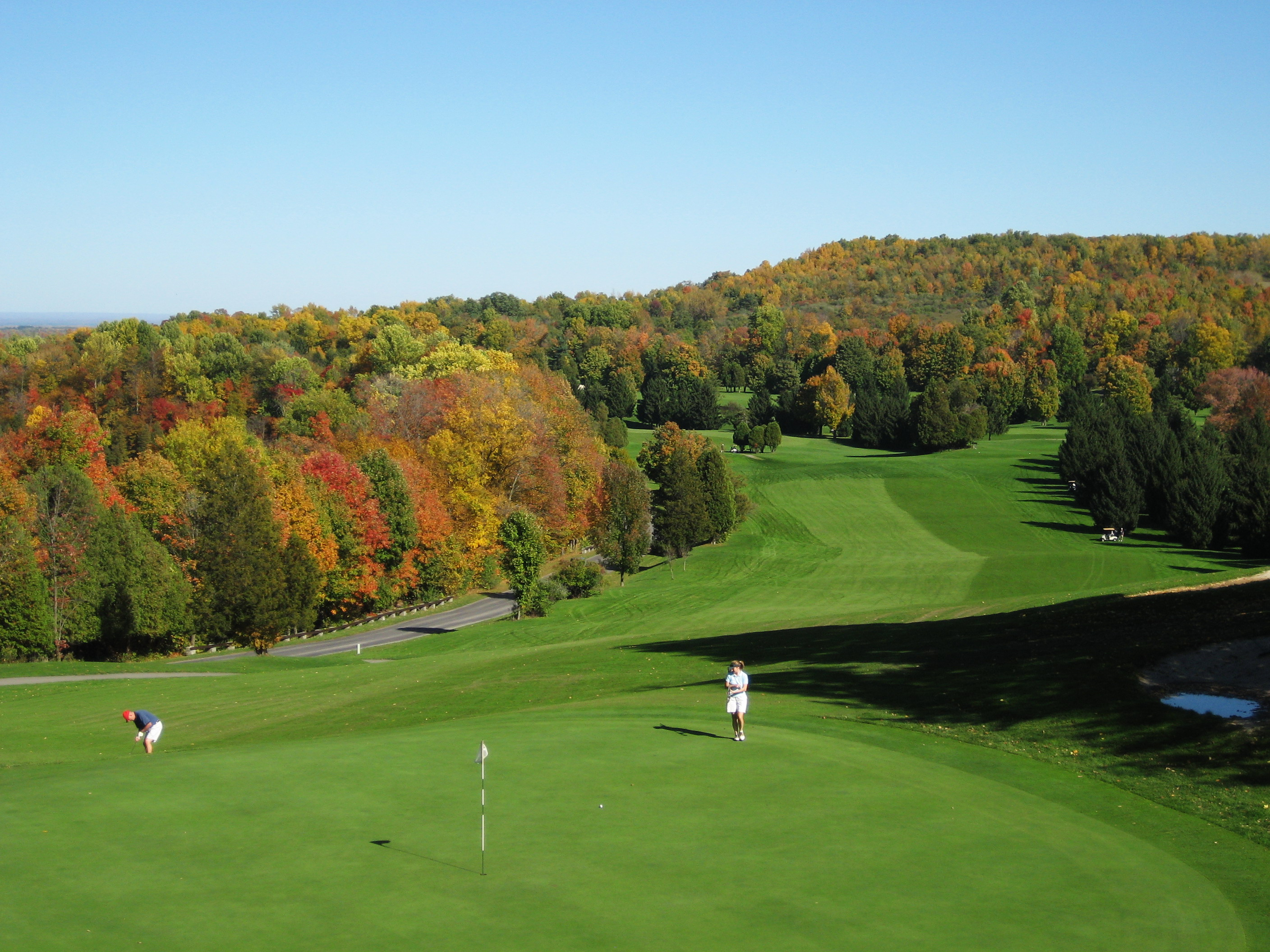
Der Golfplatz in Green Lakes State Park wurde von Robert Trent Jones 1935 gestaltet.

## Golfplatz
Der Green Lakes State Park Golf Course wurde von Robert Trent Jones 1935 gestaltet. Dieser Platz war einer der frühesten von Trent Jones, welcher insgesamt ungefähr 500 Plätze entworfen hat. Anstatt einer Bezahlung erhielt er einen Pachtvertrag über $1,00/Jahr. Jones eröffnete den Platz am 6. Mai 1936 und lud Gene Sarazen ein, einen Eröffnungswettkampf mit Emmett Kelly, dem ersten professionellen Golfspieler auszutragen. Mehr als 1000 Menschen kamen, um dieses Spiel zu sehen.
James Dodson schreibt über den Golfplatz, dass „das kleine Kunstwerk bei Green Lakes, wo Wendy und ich und manchmal auch die anderen Taufeger uns wegstahlen um das Spiel in den herrlichen, reifen Immergrünen fortzusetzen und den langen Blick über einen dunkelblauen Eiszeitsee bis zu den Vorbergen der Adirondacks selbst zu genießen, blieb geradezu mein liebster Trent Jones Golfplatz von allen.“ Trent Jones besuchte noch das 50. Jubiläum der Eröffnung 1986.

## Geschichte und Planung
Die Bemühungen zur Erwerbung des Landes rund um Green Lakes zur Gründung eines State Park begannen um 1924. Die Geschichte hat Betsy Knapp in ihren Erinnerungen beschrieben. Knapp, ein Nachkomme der Familie, die dieses Gebiet seit Anfang des 19. Jahrhunderts bewirtschaftete, wies auf die besondere Rolle hin die Harry Francis spielte, der damals Professor am New York State College of Forestry at Syracuse University (heute: State University of New York College of Environmental Science and Forestry) war.
Im Oktober 1927 wurden 725 acre für ein Parkgelände erworben. 1929 wurde das Verwaltungsgebäude nach Plänen von Laurie D. Cox, einem prominente Landschaftsarchitekten (und Hall of Fame Lacrosse-Trainer), errichtet, der schon mehrere New York State Parks gestaltet hatte. Der erste Superintendent des Parks, Arvin Henry Almquist, lebte vier Jahre in dem Gebäude. 2008 wurde das Gebäude wieder eröffnet, nachdem es über lange Zeit vernagelt gewesen war.

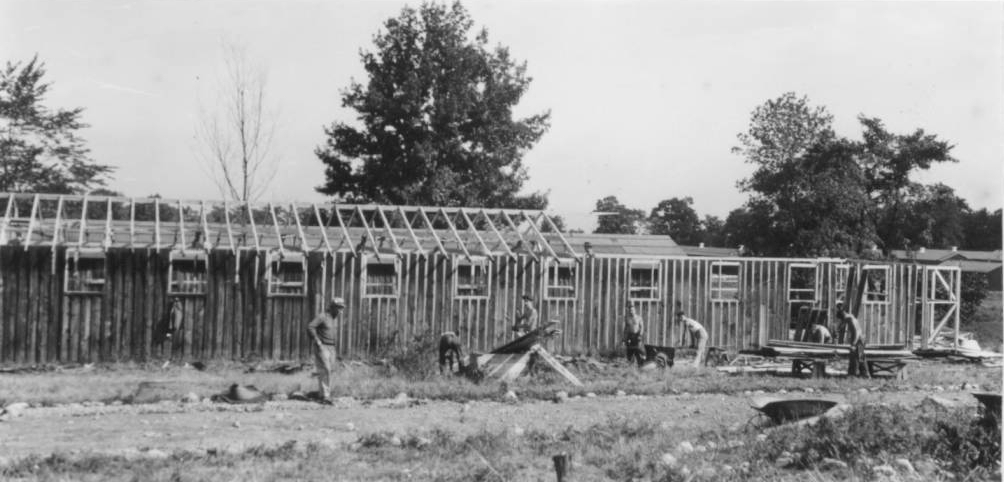
Green Lakes war in den 1930ern ein Arbeitseinsatzlager für das Civilian Conservation Corps Project SP-12 und für die Companie 1203 und 2211 der Veteranen. Nach dem Eintritt der US in den Zweiten Weltkrieg 1941 wurden die Baracken für die Unterbringung deutscher Kriegsgefangener genutzt.

Während der Weltwirtschaftskrise (1929–1939) setzte das New York State Department of Conservation (unter der Leitung des damaligen Gouverneurs Franklin Delano Roosevelt) Arbeiter ein und später das Civilian Conservation Corps (CCC) um Straßen, Gebäude, Blockhütten, den Golfplatz und Wanderwege anzulegen. Die CCC Camps for project SP-12 wurden auf dem Gelände des Parks angelegt. CCC company 1203 und später 2211 (eine Kompagnie von Veteranen des Spanisch-Amerikanischen Krieges von 1898) wurden dem Projekt zugeteilt. Diese Männer holten große Mengen Sand von Sylvan Beach (am nahegelegenen Oneida Lake) um einen Sandstrand anzulegen und gruben die Fundamente für die Gebäude des Parks von Hand. Das CCC errichtete Baracken, Speisesäle und andere Gebäude für den Eigengebrauch. Diese Gebäude wurden 1941 geschlossen. Eine Ehemaligentreffen der CCC-Companies von Central New York wurde 1988 in Green Lakes veranstaltet.
Das CCC-Camp wurde 1944 während des Zweiten Weltkrieges nochmals reaktiviert um Landarbeiter aus Newfoundland für die Kriegszeit unterzubringen. 1945 wurde daraus das Fayetteville Camp für deutsche Kriegsgefangene. Fayetteville Camp war ein Zweig von Pine Camp (heute: Fort Drum bei Watertown). Das Camp wurde dann 1946 wieder geschlossen, als die Gefangenen repatriiert wurden.

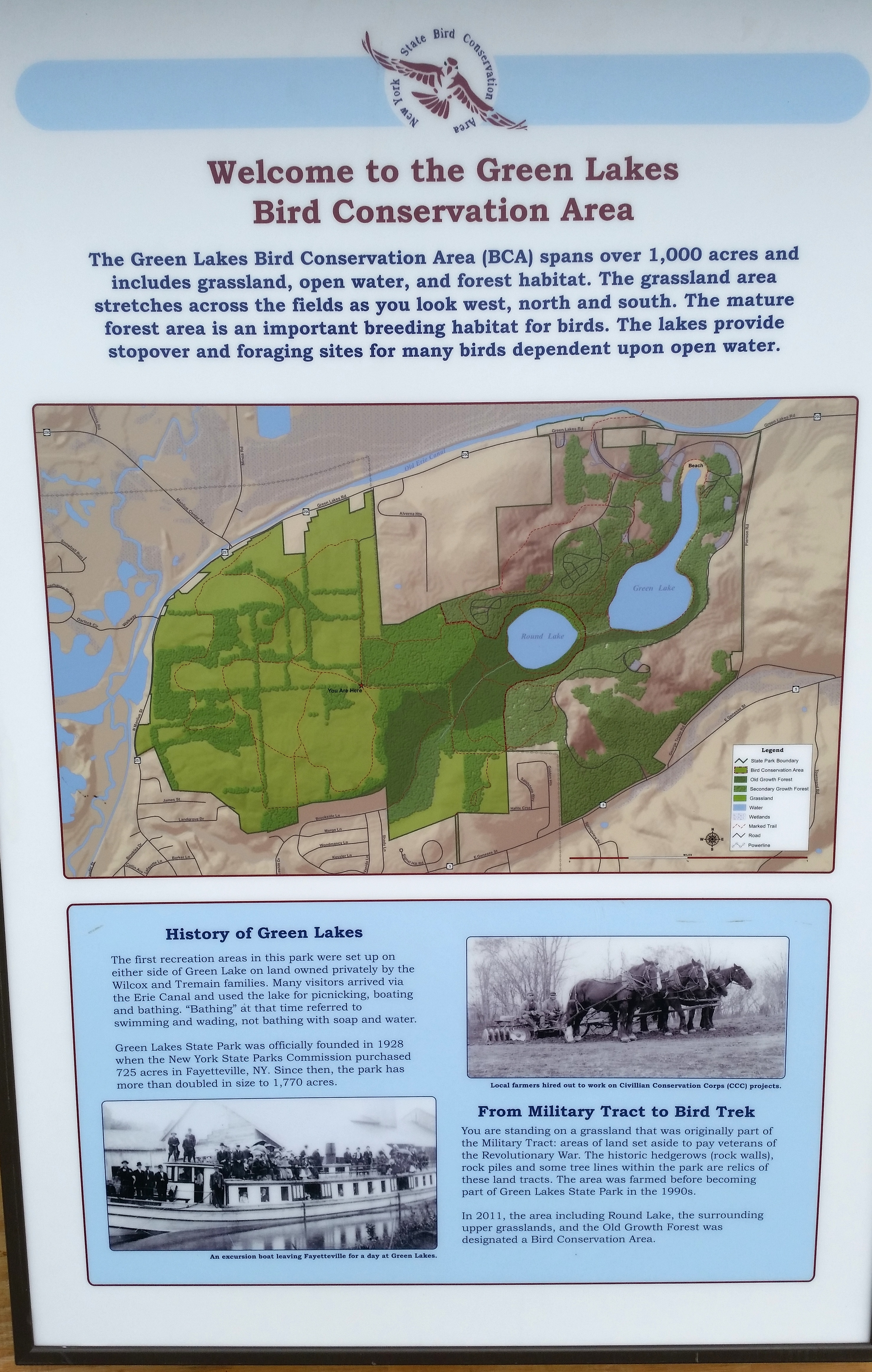
Schautafel beim Bird Conservation Area im Green Lakes State Park.

Seit dem ersten Landkauf 1928 wuchs das Parkgelände um 1955 acre (791 ha). Es gab weitere Landkäufe 1960, 1975, 1995, und 1996. Pläne um weitere 1000 acre zu erwerben sind offenbar fruchtlos geblieben. 261 acres zusätzlich wurden 2019 erworben.
2008 wurde das Badehaus am Schwimmerbereich und der Strand abgerissen und ein neues Gebäude wurde mit einem Aufwand von ca. $2,3 Mio. errichtet. Das Gebäude hat umkleidemöglichkeiten, Toiletten und Duschen, einen Imbiss und einen Veranstaltungsraum.

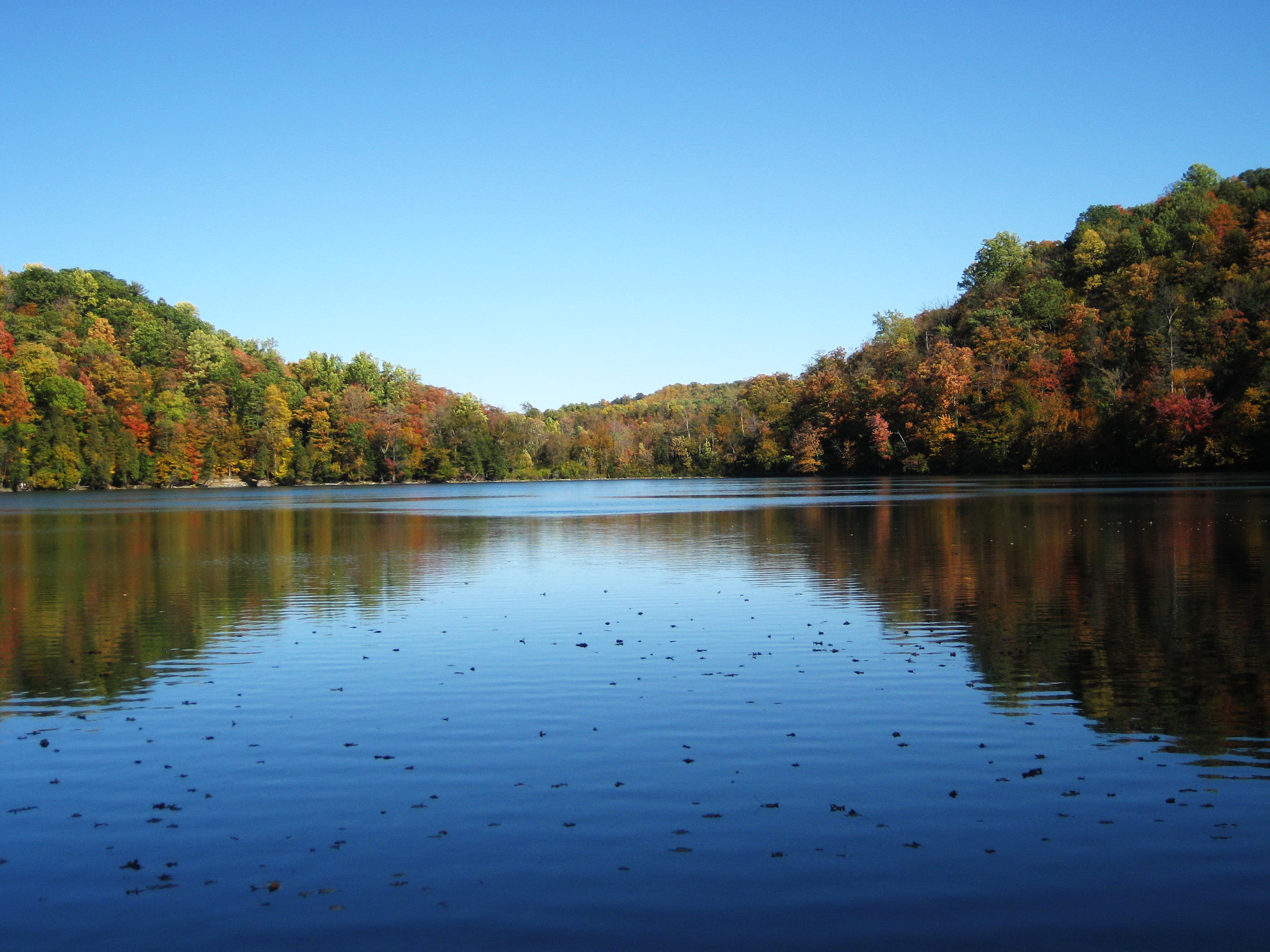
Blick auf Round Lake nach Nordosten entlang Verlauf des Gletscher-Schmelzwasserstroms zum Green Lake.

### 2011 Master Plan, Environmental Impact Statement
Am 23. März 2011 veröffentlichte das State's Office of Parks, Recreation and Historic Preservation ein „Final Master Plan/Final Environmental Impact Statement for Green Lakes State Park“.
Dieser Plan sieht vor
- 1002 acres in der Westhälfte des Parks werden als Bird Conservation Area ausgewiesen.
- Ca. 105 acres in dem Urwaldgebiet (Old Growth Area) in dem National Natural Landmark und das Gebiet rund um Round Lake wird als Park Preservation Area ausgewiesen
- Der Rolling Hills Campground soll kurzfristig ausgebaut werden, langfristig soll der Campingplatz in ein Gebiet südlich des Park Office verlegt werden.

Während die große Population an Weißwedelhirschen ein Problem darstellt, bleibt das Jagen mit Pfeil und Bogen verboten.